# Garapita computa
Garapita computa är en insektsart som beskrevs av Keti Maria Rocha Zanol 2003. Garapita computa ingår i släktet Garapita och familjen dvärgstritar. Inga underarter finns listade i Catalogue of Life.